# Хуан Шипін
Хуан Шипін (кит. спр. 黄世平, піньїнь: Huáng Shìpíng; 24 лютого 1963, Ґутянь) — китайський стрілець, призер Олімпійських ігор.

## Біографія
Хуан Шипін народився 1963 року у повіті Ґутянь Спеціального району Міньхоу провінції Фуцзянь. 1983 року став 4-м на Спартакіаді народів КНР. У 1984 році на Олімпійських іграх у Лос-Анджелесі завоював бронзову медаль у стрільбі з малокаліберної гвинтівки по мішені, що рухається, з 50 м, а в 1988 році на Олімпійських іграх у Сеулі завоював у цьому виді вже срібну. У 1990 році на Азійських іграх у Пекіні завоював три золоті медалі.